# Hugo Bußmeyer
Hugo Bußmeyer (* 26. Februar 1842 in Braunschweig; † 1. Februar 1912 in Rio de Janeiro) war ein deutscher Komponist und Pianist.

## Leben
Der Sohn des Braunschweiger Hofopernsängers Moritz Bußmeyer und ältere Bruder des späteren Komponisten Hans Bußmeyer studierte Klavier bei Henry Litolff und Albert Methfessel. Im Rahmen einer Konzertreise besuchte er 1860 Südamerika, wobei er in Rio de Janeiro auch eigene Werke aufführte. Er gastierte 1867 in New York und Paris. Bußmeyer zog zunächst nach New York und übersiedelte 1876 nach Rio de Janeiro, wo er von 1876 bis 1889 die Hofkapelle leitete.

## Werk
Er komponierte Bühnen- und Orchesterwerke, zwei Klavierkonzerte und ein Konzertstück für Klavier und Orchester, Klavierstücke, ein Magnificat und ein Te Deum. Er veröffentlichte die Schrift Das Heidentum in der Musik.